# Société des missionnaires des Saints Apôtres
La société des missionnaires des Saints Apôtres (En latin : Societas clericalis sanctorum apostolorum pro missionibus) forment une société de vie apostolique missionnaire masculine de droit pontifical.

## Historique
En 1950, le père Eusèbe Ménard (1916-1987) religieux canadien de l'ordre des frères mineurs fonde la société des Saints Apôtres, une société de vie apostolique vouée à la formation des vocations sacerdotales et à la direction de retraite spirituelle et de paroisses pauvres. L'institut est reconnu de droit diocésain par le cardinal Paul-Émile Léger le 15 août 1965.
En 1962, les missionnaires des Saints-Apôtres, également fondés par le père Ménard, commencent leur œuvre apostolique au Pérou, ils sont reconnus le 1er novembre 1971 comme société de vie apostolique de droit diocésain par décret de l'évêque du vicariat apostolique de San José de Amazonas (Pérou) et rattachée à la congrégation pour l'évangélisation des peuples.
Les deux instituts fusionnent le 15 août 1995 à Montréal et la société est approuvée par le Saint-Siège le 29 juin 2000.

## Activités et diffusion
Les membres de la société se vouent à la direction de maisons pour retraite spirituelle et de centre de formation pour prêtres et personnes en pays de mission ; ils se consacrent également au ministère sacerdotal dans les paroisses pauvres et dans les pays en développement.
Ils sont présents en :
- Amérique du Nord : Canada, États-Unis.
- Amérique du Sud : Brésil, Colombie, Pérou.
- Afrique : Cameroun.

La maison-mère est à Montréal.
Au 31 décembre 2005, la société comptait 20 maisons et 172 membres dont 120 prêtres.